# Girovce
Girovce jsou obec na Slovensku v okrese Vranov nad Topľou v Prešovském kraji v údolí řeky Oľky poblíž přehrady Veľká Domaša. Žije zde 55 obyvatel.

## Geografie
Obec se nachází v jižní části Nízkých Beskyd v Ondavské vrchovině, na dolním toku řeky Oľky v povodí Ondavy, východně od vodní nádrže Veľká Domaša a je vzdáleno 22 km od Humenného a 23 km od Vranova nad Topľou. Většinu území zabírá pohoří Stykovica, kde se nachází nejvyšší bod Giroviců. Katastrálním územím protéká řeka Žarnovec, která pramení v lese po vrchem Stykovica (377 m n. m.) a vlévá se do řeky Oľky. Na území obce se částečně nacházejí Košarovské rybníky. Mírně zvlněný pahorkatinový povrch, který tvoří terciérní flyš a kvartérní naplaveniny, leží v nadmořské výšce 140–350 m n. m., střed obce leží ve výšce 147 m. Území obce je z větší části zalesněné nesouvislým lesním porostem habrů a buků.
Sousedními obcemi jsou Košarovce na severu, Lukačovce na severovýchodě a východě, Jasenovce na jihu a jihozápadě, Giglovce na západě a Holčíkovce na severozápadě.

## Historie
První písemná zmínka o obci je z roku 1408 kde je uvedena jako Gerauich nebo Gerauicz, Gerowicz. Další historické názvy jsou Gerouych, Geronych z roku 1410, Gerocz z roku 1430 a Gyrowcze z roku 1773. V letech 1863–1902 nesla název Giróc v letech 1907–1913 Gerlefalva a od roku nese název Girovce. Obec byla původně součástí panství Stropkov, v 18. století ji vlastnili Vécseyové a v 19. století Larischové. V roce 1598 platila ves daň z šesti port. V roce 1715 zde bylo sedm opuštěných a čtyři obydlené domácnosti. V roce 1787 žilo v 11 domech 106 obyvatel, v roce 1828 zde žilo 111 obyvatel v 15 domech, kteří se živili pastevectvím, chovem dobytka a prací v lese, v 19. století byla v obci pila.V letech 1880 až 1900 se mnoho obyvatel vystěhovalo.
Do roku 1918 patřila obec, která ležela v Zemplínské župě, k Uherskému království a poté k Československu následně Slovensku. Za první Československé republiky byly Girovce zemědělskou obcí, ale obyvatelé byli také řemeslníky a také pracovali jako dělníci v kamenolomu. Během Slovenského národního povstání v oblasti operovali partyzáni, zejména skupina Čapajev Dne 4. října 1944 byla obec obsazena a následně zcela vypálena nacistickými německými vojsky. Po druhé světové válce poskytl stát finanční a materiální podporu na obnovu. Část obyvatel dojížděla za prací do Vranova nad Topľou, Strážského a Košic, část obyvatel byli soukromí zemědělci.

## Církev a kostel
Farnost Girovce náleží pod farnost Jankovce děkanát Humenné arcidiecéze košická. Je zde barokní římskokatolický filiální kostel Nanebevzetí Panny Marie postavený kolem roku 1700 je národní kulturní památkou Slovenska.
Kostel je jednolodní barokní stavba na půdorysu obdélníku s půlkruhovým zakončením kněžiště a malou střešní věží z roku 1741. Věž za posazena za štítem na valbové střeše má deštěné zvonové patro a je zakončena jehlanem. V 19. století a po roce 1967 prošel úpravami. Loď je zaklenutá valenou klenbou s lunetami, v západní části je kruchta. Fasády jsou hladké se segmentově zakončenými okny.